# Psoloptera locotmemica
Psoloptera locotmemica är en fjärilsart som beskrevs av Felix Bryk 1953. Psoloptera locotmemica ingår i släktet Psoloptera och familjen björnspinnare. Inga underarter finns listade.